# Étienne Geoffroy Saint-Hilaire
Etienne Geoffroy Saint-Hilaire (15. dubna 1772, Étampes, Francie – 19. června 1844, Paříž) byl francouzský přírodovědec. Jeho jediný syn, Isidore Geoffroy Saint-Hilaire byl zoolog. 

## Život
Étienne Geoffroy Saint-Hilaire se narodil ve vesnici Étampes nedaleko Paříže jako nejmladší ze čtrnácti dětí. Jeho otec, Gerard Jean Geoffroy, byl právník. Stal se prvním profesorem zoologie v Národním přírodovědném muzeu. Byl členem Commission des sciences et des arts během Napoleonovy expedice do Egypta (1798–1801), kde objevil řadu nových živočichů. Po návratu založil v Paříži první evropskou ZOO. Byl také členem francouzské Akademie věd a od roku 1833 jejím prezidentem.
Geoffroy Saint-Hilaire byl evolucionista, stoupenec Lamarcka a odpůrce Cuviera. Při klasifikaci živočichů dospěl k poznatku o existenci společných rysů ve struktuře všech obratlovců.
V roce 1840 oslepl, o několik měsíců později dostal mrtvici a rezignoval na své funkce.

## Dílo
výběr
- Philosophie anatomique. 1818.
- Histoire naturelle des mammifères. 1820–1842. – 7 sv.
- Mémoire sur plusieurs déformations du crâne de l’Homme, suivi d’un essai de classification des monstres acéphales, Mem. Museum Hist. Nat., VII, 1821, 85-162.
- Des faits anatomiques et physiologiques de l’anencéphalie, observés sur un anencéphale humain né à Paris en mars 1821. Dans Philosophie Anatomique, tome II, 1822, 125-153.
- Note sur un monstre humain (anencéphale) trouvé dans les ruines de Thèbes en Egypte par M. Passalacqua, Arch. Génér. de Médecine, X, 1826, 154-126.
- Description d’un monstre humain, né avant l’ère chrétienne, et considérations sur le caractère des monstruosités dites anencéphales, Ann. Sc. Naturelles, VII, 1826, 357-381.
- Principes de philosophie zoologique, discutés in mars 1830, au sein de l’Académie royale des sciences. Pichon & Didier, Paris 1830 (online).
- Notions Synthétiques historiques et physiologiques de philosophie naturelle, Paris 1838.